# 카드 플레이어
《카드 플레이어》(이탈리아어: Il cartaio, 영어: The Card Player)는 이탈리아에서 제작된 2004년 잘로 영화이다. 다리오 아르젠토가 연출, 공동 각본, 제작을 맡고, 스테파니아 로카 등이 출연하였다.

## 줄거리
로마 경찰이 영국인 인터폴 수사관과 공조하여 포커로 젊은 여성들의 생사를 결정하고 이를 웹캠으로 중계하는 연쇄 살인마와 대결한다.

## 출연진
- 스테파니아 로카
- 리엄 커닝엄
- 실비오 무치노
- 아달베르토 마리아 메를리
- 피오레 아르젠토
- 코시모 푸스코
- 클라우디오 산타마리아

## 기타 제작진
- 총괄 제작: 클라우디오 아르젠토
- 미술: 마시모 안토넬로 젤렝그
- 의상: 플로렌스 에미르, 파트리치아 케리코니
- 제작 관리 감독: 톰마소 칼레비
- 영어 각색: 제이 베네딕트